# Brześć Kujawski (gmina)
Brześć Kujawski (do 1954 gmina Wieniec i gmina Falborz) – gmina miejsko-wiejska w Polsce położona w województwie kujawsko-pomorskim, w powiecie włocławskim. W latach 1975–1998 gmina administracyjnie należała do województwa włocławskiego.
Siedziba władz gminy to miasto Brześć Kujawski.
Według danych z 30 czerwca 2004 gminę zamieszkiwało 11 112 osób. Natomiast według danych z 31 grudnia 2019 roku gminę zamieszkiwały 11 442 osoby.

## Struktura powierzchni
Według danych z roku 2002 gmina Brześć Kujawski ma obszar 150,44 km², w tym:
- użytki rolne: 74%
- użytki leśne: 18%

Gmina stanowi 10,22% powierzchni powiatu.

## Demografia

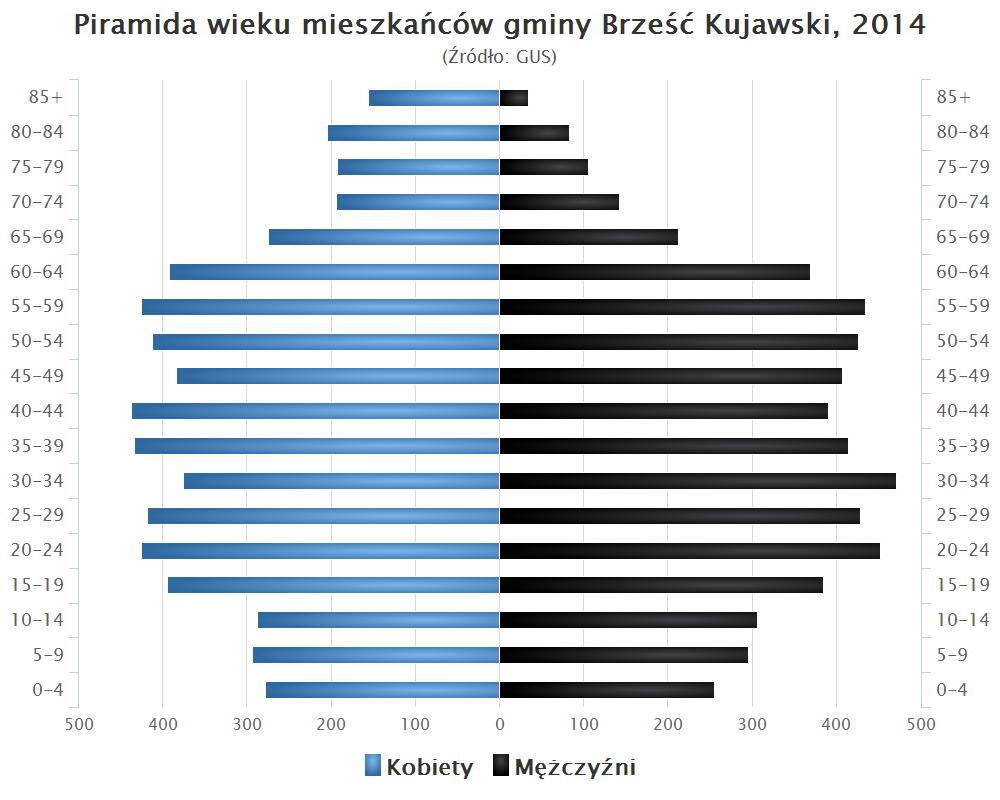
Piramida wieku mieszkańców gminy Brześć Kujawski w 2014 roku

Dane z 30 czerwca 2004:
| Opis                              | Ogółem | Ogółem | Kobiety | Kobiety | Mężczyźni | Mężczyźni |
| --------------------------------- | ------ | ------ | ------- | ------- | --------- | --------- |
| jednostka                         | osób   | %      | osób    | %       | osób      | %         |
| populacja                         | 11 112 | 100    | 5681    | 51,1    | 5431      | 48,9      |
| gęstość zaludnienia (mieszk./km²) | 73,9   | 73,9   | 37,8    | 37,8    | 36,1      | 36,1      |

## Zabytki
Wykaz zarejestrowanych zabytków nieruchomych na terenie gminy:
- dzielnica Starego Miasta Brześć Kujawski z XIII-XIV w., nr A/1559 z 30.09.1957 roku
- kościół parafii pod wezwaniem św. Stanisława z XIII w. w Brześciu Kujawskim, nr 16/A z 20.03.1981 roku
- kościół klasztorny dominikanów pod wezwaniem św. Michała Archanioła z drugiej połowy XIII w. w Brześciu Kujawskim, nr 15/A z 17.02.1981 roku
- ratusz z 1824 roku w Brześciu Kujawskim, nr A/681 z 08.03.1988 roku
- dom z drugiej połowy XVIII w., przy ul. Reymonta 26 w Brześciu Kujawskim, nr 266/A z 06.07.1988 roku
- zespół pałacowy w miejscowości Brzezie, obejmujący: pałac; bramę ze stróżówką; oficyna z końca XVIII w.; oficyna z końca XIX w.; park, nr A/1483 z 01.11.1987 roku
- zespół pałacowo-folwarczny z drugiej połowy XIX w. w miejscowości Falborz, obejmujący: pałac; park z XIX/XX w.; folwark, nr 198/A z 05.03.1986 roku
- zespół dworski z końca XIX w. w Miechowicach, obejmujący: dwór; park; trzy budynki folwarczne, nr 248/A z 04.11.1987 roku
- zespół pałacowy z ok. 1880 roku w Popowiczkach, obejmujący: pałac; park, nr 236/A z 12.10.1987 roku
- park dworski z początku XX w. w Sokołowie, nr 247/A z 04.11.1987 roku
- zespół szkoły rolniczej z lat 1920-1925 w Starym Brześciu, obejmujący: szkołę; dom nauczyciela, obecnie przedszkole; dom mieszkalny; spichrz; stodołę; chlew; warsztat; ogrodzenie, nr 208/A z 09.06.1986 roku
- zespół pałacowy w Wieńcu, obejmujący: pałac z lat 1890-92; oficynę-oranżerię, tzw. Stary Dwór z drugiej połowy XIX w.; park z pierwszej połowy XIX w.; kordegardę z końca XIX w.; ogrodzenie, nr A/1023/1-4 z 05.05.1993 roku
- zespół folwarczny z pierwszej połowy XIX w. w Wieńcu, obejmujący: owczarnię, obecnie magazyn z 1843 roku; spichrz; stodołę, nr 307/A z 05.05.1993 roku
- park sanatoryjny z 1923 roku w Wieńcu Zdroju, nr A/1466 z 04.03.1997 roku.

## Sołectwa
Aleksandrowo, Brzezie, Falborz, Guźlin, Jaranówek, Jądrowice, Kąkowa Wola, Kąty, Kuczyna, Machnacz, Miechowice, Miechowice Nowe, Pikutkowo, Redecz Krukowy, Rzadka Wola, Rzadka Wola-Parcele, Słone, Sokołowo, Sokołowo-Parcele, Stary Brześć, Wieniec, Wieniec-Zalesie, Witoldowo, Wolica.

## Miejscowości niesołeckie
Aleksandrówek, Dolina Pierwsza, Dolina-Źródło, Dubielewo, Falborek, Falborz-Kolonia, Gustorzyn, Kąkowa Wola-Parcele, Klementynowo, Lipiny (leśniczówka), Lipiny (wieś), Marianki, Mazury, Mazury (leśniczówka), Mazury Wieniec, Poraza, Starobrzeska Kolonia, Studniska, Trzy Kopce, Wieniec-Zdrój.

## Sąsiednie gminy
Bądkowo, Lubanie, Lubraniec, Osięciny, Włocławek, Włocławek (miasto)